# فرنسيسكو دي أغيلار
فرنسيسكو دي أغيلار (بالإسبانية: Francisco de Aguilar)‏ هو المؤرخ الإخباري إسباني، ولد في 1479، وتوفي في 1571.